# U-406
U-406 — средняя немецкая подводная лодка типа VIIC времён Второй мировой войны.

## История
Заказ на постройку субмарины был отдан 16 октября 1939 года. Лодка была заложена 6 сентября 1940 года на верфи Данцигер Верфт в Данциге под строительным номером 107, спущена на воду 16 июня 1941 года, вошла в строй 22 октября 1941 года под командованием оберлейтенанта Хорста Дитрихса.

## История службы
Лодка совершила 11 боевых походов. Потопила одно судно водоизмещением 7452 брт, повредила 3 судна суммарным водоизмещением 13 285 брт.
Потоплена 18 февраля 1944 года в Северной Атлантике, в районе с координатами 48°32′ с. ш. 23°36′ з. д. глубинными бомбами с британского фрегата HMS Spey. 12 человек погибли, 45 спаслись.

### Флотилии
- 22 октября 1941 года — 30 апреля 1942 года — 8-я флотилия (учебная)
- 1 мая 1942 года — 18 февраля 1944 года — 7-я флотилия

### Волчьи стаи
U-406 входила в состав следующих «волчьих стай»:
- Hecht 7 мая — 18 июня 1942
- Blucher 12 августа — 20 августа 1942
- Eisbar 23 августа — 29 августа 1942
- Iltis 9 сентября — 23 сентября 1942
- Spitz 24 — 31 декабря 1942
- Neuland 6 марта — 12 марта 1943
- Dranger 14 — 20 марта 1943
- Drossel 30 апреля — 9 мая 1943

### Атаки на лодку и происшествия
- 5 мая 1942 года близ Сен-Назера U-406 была безуспешно атакована торпедой с британской субмарины.
- 1 января 1943 года U-406 была вынуждена прервать свой поход в Северной Атлантике из-за серьёзных проблем с двигателями.
- 5 мая 1943 года U-406 и U-600 столкнулись посреди Северной Атлантики. Повреждения были столь серьёзны, что обе лодки были вынуждены вернуться на базу.
- 23 августа 1943 года в результате атаки самолёта погибло 2 члена экипажа, ещё трое были ранены.